# Eleonora Hummel
Eleonora Hummel (* 31. Dezember 1970 in Zelinograd, Kasachische SSR, Sowjetunion) ist eine deutsche Schriftstellerin.

## Leben

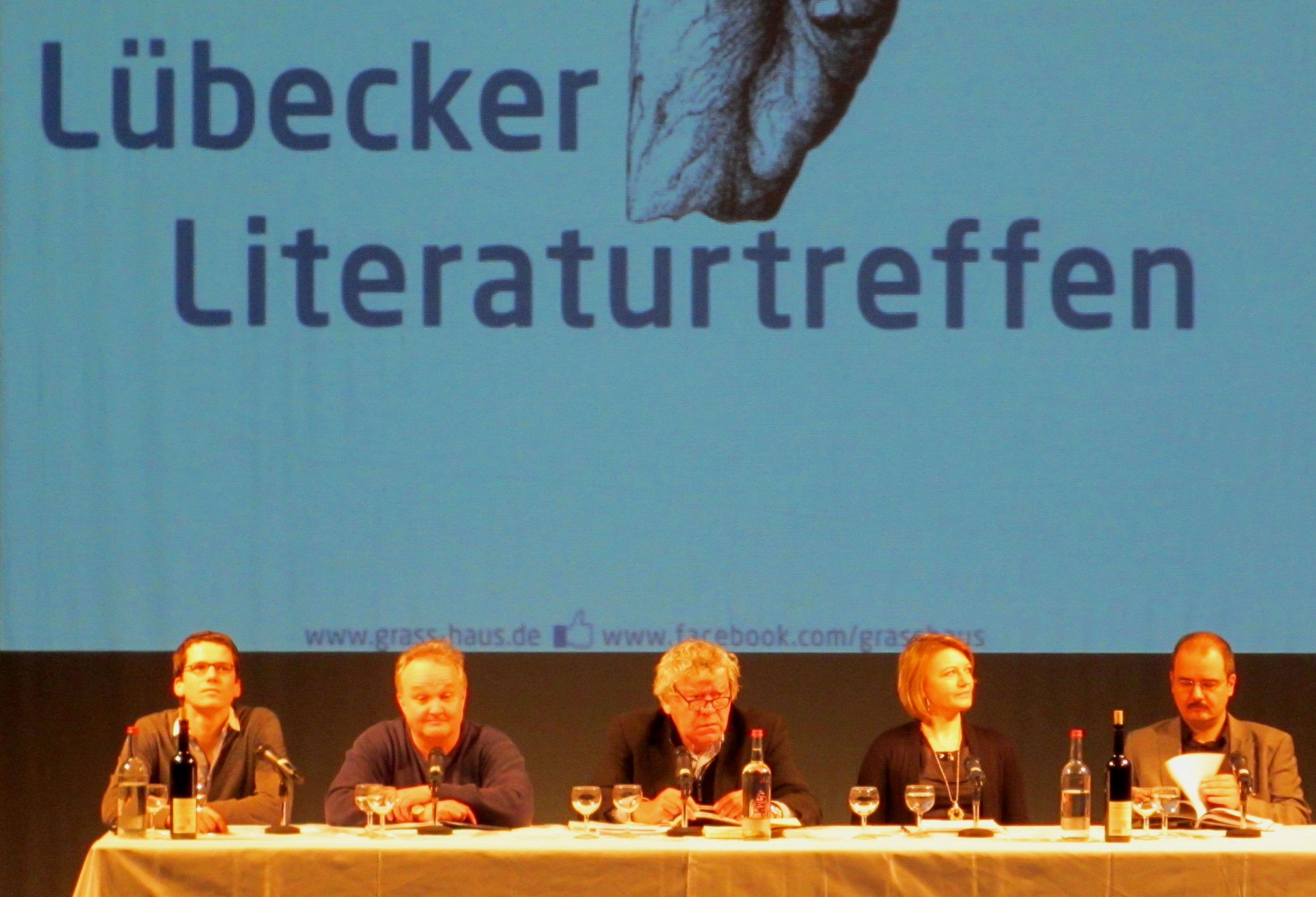
Lübecker Literaturtreffen 2013
v. l. n. r.: Fridolin Schley, Norbert Niemann, Tilman Spengler, Eleonora Hummel, Sherko Fatah

Eleonora Hummel entstammt einer Familie von Russlanddeutschen, die nach Sowjet-Kasachstan deportiert worden war. Obwohl die ältere Generation in ihrer Familie noch das Deutsche beherrschte, wuchs Eleonora Hummel mit Russisch als Muttersprache auf. Ein erster Versuch der Familie, in die Bundesrepublik Deutschland zu übersiedeln, scheiterte 1976 nach einem einjährigen Aufenthalt in der DDR. 1980 zog die Familie Hummel in den Nordkaukasus; 1982 unternahm sie den zweiten Anlauf zu einer Ausreise in die Bundesrepublik Deutschland. Wiederum wurde ihr von den sowjetischen Behörden nur die Übersiedlung in die DDR gestattet. Die Familie ließ sich in Dresden nieder, wo Eleonora Hummel die Schule besuchte und Deutsch lernte. Nach dem Schulabschluss absolvierte sie eine Ausbildung zur Physiklaborantin und anschließend eine weitere zur Fremdsprachenkorrespondentin für Englisch und Spanisch. Sie arbeitet im Sekretariat des Instituts für Völkerrecht und Europarecht an der Technischen Universität Dresden. Sie ist verheiratet und hat zwei Kinder.
Hummel begann Mitte der Neunzigerjahre mit dem Schreiben erzählender Prosa. Ihre Arbeiten wurden in verschiedenen Literaturzeitschriften veröffentlicht. 2005 erschien ihr Debütroman, in dem sie die Vorgeschichte der Übersiedlung ihrer Familie nach Deutschland verarbeitet.

## Werke
- Die Fische von Berlin, Göttingen 2005.
- Die Venus im Fenster, Göttingen 2009.
- In guten Händen, in einem schönen Land, Steidl, Göttingen 2013, ISBN 978-3-86930-662-9.
- Die Wandelbaren, Roman, müry salzmann, Salzburg 2019, ISBN 978-3-99014-196-0.

## Preise und Auszeichnungen (Auswahl)
- 2002: Russlanddeutscher Kulturpreis des Landes Baden-Württemberg
- 2003: Stipendium der Stiftung Künstlerdorf Schöppingen
- 2005: Arbeitsstipendium der Kulturstiftung des Landes Sachsen
- 2006: Förderpreis zum Adelbert-von-Chamisso-Preis
- 2011: Hohenemser Literaturpreis
- 2017: Schwäbischer Literaturpreis